# Discografia de Rosé
A discografia de Rosé, uma cantora sul-coreana-neozelandesa, consiste em 1 álbum de estúdio, 1 single álbum e 7 singles.
Rosé lançou seu primeiro single álbum R pela YG Entertainment e Interscope Records em março de 2021. O álbum estreou em segundo lugar no Circle Album Chart na Coreia do Sul e foi certificado como triplo platina por ultrapassar 750.000 cópias vendidas. O single principal do álbum "On the Ground" foi a primeira música de um artista solo de K-pop a alcançar o primeiro lugar nas paradas Billboard Global 200 e Global Excl. U.S.. Chegou ao número quatro no Circle Digital Chart da Coreia do Sul, liderou as paradas na Malásia e em Singapura e se tornou a música mais bem colocada na época por uma solista feminina de K-pop na Billboard Hot 100 dos EUA, na Canadian Hot 100 e na UK Singles Chart. O segundo single de R, "Gone", chegou ao número seis no Circle Digital Chart e número um na Malásia.
Em 2024, Rosé assinou com The Black Label e Atlantic Records e lançou "Apt.", uma colaboração com Bruno Mars e o single principal de seu álbum de estúdio de estreia, Rosie (2024). Tornou-se seu segundo single número um na Billboard Global 200 e Global Excl. U.S. e liderou as paradas em vários países, incluindo Nova Zelândia, Malásia, Singapura e Coreia do Sul. Tornou-se a primeira música de uma solista feminina de K-pop a alcançar o número um na ARIA Singles Chart da Austrália e o top dez na UK Singles Chart no número dois. Foi também a primeira música de um ato feminino de K-pop a entrar no top dez da Billboard Hot 100 dos EUA, chegando ao oitavo lugar.

## Álbuns

### Álbuns de estúdio
| Título | Detalhes |
| ------ | --- |
| Rosie  | - Lançamento: 6 de dezembro de 2024 - Gravadora: The Black Label, Atlantic - Formatos: CD, LP, cassete, download digital, streaming |

## Singleálbuns
| Título | Detalhes | Melhores posições nas paradas | Melhores posições nas paradas | Melhores posições nas paradas | Melhores posições nas paradas | Vendas      | Certificações  |
| Título | Detalhes | COR                           | CRO                           | JAP Cmb.                      | UK Phy.                       | Vendas      | Certificações  |
| ------ | --- | ----------------------------- | ----------------------------- | ----------------------------- | ----------------------------- | ----------- | -------------- |
| R      | - Lançamento: 12 de março de 2021 - Gravadora: YG, Interscope - Formatos: CD, LP, download digital, streaming | 2                             | 10                            | 40                            | 4                             | - : 991,044 | - : 3× Platina |

## Singles
| Ano                                                                                      | Canção                         | Melhores posições nas paradas | Melhores posições nas paradas | Melhores posições nas paradas | Melhores posições nas paradas | Melhores posições nas paradas | Melhores posições nas paradas | Melhores posições nas paradas | Melhores posições nas paradas | Melhores posições nas paradas | Melhores posições nas paradas | Vendas                           | Certificações              | Álbum                  |
| Ano                                                                                      | Canção                         | COR                           | NZ                            | AUS                           | CAN                           | JAP Hot                       | MAL                           | SGP                           | UK                            | EUA                           | WW                            | Vendas                           | Certificações              | Álbum                  |
| ---------------------------------------------------------------------------------------- | ------------------------------ | ----------------------------- | ----------------------------- | ----------------------------- | ----------------------------- | ----------------------------- | ----------------------------- | ----------------------------- | ----------------------------- | ----------------------------- | ----------------------------- | -------------------------------- | -------------------------- | ---------------------- |
| 2021                                                                                     | "On the Ground"                | 4                             | —                             | 31                            | 35                            | 50                            | 1                             | 1                             | 43                            | 70                            | 1                             | - : 7,500 - : 29,000             | - : Platina                | R                      |
| 2021                                                                                     | "Gone"                         | 6                             | —                             | 63                            | 77                            | —                             | 1                             | 2                             | —                             | —                             | 29                            | - : 25,000                       | - : Platina                | R                      |
| 2024                                                                                     | "Apt." (com Bruno Mars)        | 1                             | 1                             | 1                             | 1                             | 1                             | 1                             | 1                             | 2                             | 3                             | 1                             | - : 18,555 - : 14,000 - : 74,000 | - : Ouro - : Ouro - : Ouro | Rosie                  |
| 2024                                                                                     | "Number One Girl"              | 12                            | —                             | 61                            | 63                            | —                             | 3                             | 4                             | 84                            | —                             | 29                            | —                                | - : Ouro                   | Rosie                  |
| 2024                                                                                     | "Toxic Till the End"           | 4                             | —                             | 31                            | 54                            | 32                            | 3                             | 2                             | 72                            | 90                            | 15                            | - : 4,000                        | - : Ouro                   | Rosie                  |
| 2025                                                                                     | "Messy"                        | 99                            | —                             | 84                            | 71                            | —                             | 6                             | 6                             | 100                           | —                             | 34                            | —                                | —                          | F1 the Album           |
| 2025                                                                                     | "On My Mind" (com Alex Warren) | —                             | —                             | 91                            | 60                            | —                             | —                             | —                             | 37                            | 60                            | 57                            | —                                | —                          | You'll Be Alright, Kid |
| "—" indica lançamentos que não figuraram nas paradas ou não foram lançados nessa região. |                                |                               |                               |                               |                               |                               |                               |                               |                               |                               |                               |                                  |                            |                        |

## Outras canções nas paradas
| Ano                                                                                      | Canção                                     | Melhores posições nas paradas | Melhores posições nas paradas | Melhores posições nas paradas | Melhores posições nas paradas | Melhores posições nas paradas | Melhores posições nas paradas | Melhores posições nas paradas | Melhores posições nas paradas | Melhores posições nas paradas | Melhores posições nas paradas | Vendas      | Álbum         |
| Ano                                                                                      | Canção                                     | COR                           | COR Hot                       | NZ Hot                        | AUS                           | CAN                           | HUN                           | FLP Hot                       | SGP                           | VIE                           | WW                            | Vendas      | Álbum         |
| ---------------------------------------------------------------------------------------- | ------------------------------------------ | ----------------------------- | ----------------------------- | ----------------------------- | ----------------------------- | ----------------------------- | ----------------------------- | ----------------------------- | ----------------------------- | ----------------------------- | ----------------------------- | ----------- | ------------- |
| 2012                                                                                     | "Without You" (결국) (G-Dragon part. Rosé) | 10                            | 15                            | —                             | —                             | —                             | —                             | —                             | —                             | —                             | —                             | - : 646,074 | One of a Kind |
| 2022                                                                                     | "Hard to Love"                             | 87                            | 22                            | 6                             | 65                            | 68                            | 22                            | 7                             | 5                             | 5                             | 27                            | —           | Born Pink     |
| 2025                                                                                     | "3am"                                      | 79                            | —                             | 13                            | —                             | —                             | —                             | 84                            | 14                            | —                             | 165                           | —           | Rosie         |
| 2025                                                                                     | "Two Years"                                | 84                            | —                             | 17                            | —                             | —                             | —                             | 95                            | 13                            | —                             | 183                           | —           | Rosie         |
| 2025                                                                                     | "Drinks or Coffee"                         | 83                            | —                             | 11                            | —                             | —                             | —                             | 73                            | 12                            | —                             | 151                           | —           | Rosie         |
| 2025                                                                                     | "Gameboy"                                  | 77                            | —                             | 18                            | —                             | —                             | —                             | —                             | 20                            | —                             | 177                           | —           | Rosie         |
| 2025                                                                                     | "Stay a Little Longer"                     | 88                            | —                             | 20                            | —                             | —                             | —                             | 94                            | 18                            | —                             | 198                           | —           | Rosie         |
| 2025                                                                                     | "Not the Same"                             | 116                           | —                             | —                             | —                             | —                             | —                             | —                             | —                             | —                             | —                             | —           | Rosie         |
| 2025                                                                                     | "Call It the End"                          | 107                           | —                             | —                             | —                             | —                             | —                             | —                             | —                             | —                             | —                             | —           | Rosie         |
| 2025                                                                                     | "Too Bad for Us"                           | 115                           | —                             | —                             | —                             | —                             | —                             | —                             | —                             | —                             | —                             | —           | Rosie         |
| 2025                                                                                     | "Dance All Night"                          | 114                           | —                             | —                             | —                             | —                             | —                             | —                             | —                             | —                             | —                             | —           | Rosie         |
| "—" indica lançamentos que não figuraram nas paradas ou não foram lançados nessa região. |                                            |                               |                               |                               |                               |                               |                               |                               |                               |                               |                               |             |               |

## Créditos de composição
Todos os créditos das músicas são adaptados do banco de dados da Korea Music Copyright Association, a menos que indicado de outra forma.
| Ano  | Artista           | Canção            | Álbum                     | Letrista  | Letrista | Composição | Composição |
| Ano  | Artista           | Canção            | Álbum                     | Creditada | Com | Creditada  | Com |
| ---- | ----------------- | ----------------- | ------------------------- | --------- | --- | ---------- | --- |
| 2021 | Rosé              | "On the Ground"   | R                         | Yes       | Amy Allen, Jon Bellion, Jorgen Odegard, Raúl Cubina, Teddy                                                                                                | Yes        | Amy Allen, Jon Bellion, Jorgen Odegard, Raúl Cubina, Teddy                                                                                                |
| 2021 | Rosé              | "Gone"            | R                         | Yes       | Brian Lee, J. Lauryn, Teddy | Yes        | Brian Lee, J. Lauryn, Teddy |
| 2022 | Blackpink         | "Yeah Yeah Yeah"  | Born Pink                 | Yes       | VVN, Kush, Jisoo | Não        | N/A |
| 2023 | Blackpink         | "The Girls"       | Adicionado à nenhum álbum | Yes       | Danny Chung, Jennie, Madison Love, Melanie Fontana, Michel Schulz, Ryan Tedder                                                                            | Yes        | Danny Chung, Jennie, Madison Love, Melanie Fontana, Michel Schulz, Ryan Tedder                                                                            |
| 2024 | Rosé e Bruno Mars | "Apt."            | Rosie                     | Yes       | Bruno Mars, Amy Allen, Christopher Brody Brown, Henry Walter, Michael Chapman, Nicholas Chinn, Omer Fedi, Phillip Lawrence, Rogét Chahayed, Theron Thomas | Yes        | Bruno Mars, Amy Allen, Christopher Brody Brown, Henry Walter, Michael Chapman, Nicholas Chinn, Omer Fedi, Phillip Lawrence, Rogét Chahayed, Theron Thomas |
| 2024 | Rosé              | "Number One Girl" | Rosie                     | Yes       | Amy Allen, Bruno Mars, Dernst Emile II, Carter Lang, Dylan Wiggins, Omer Fedi                                                                             | Yes        | Amy Allen, Bruno Mars, Dernst Emile II, Carter Lang, Dylan Wiggins, Omer Fedi                                                                             |

## Videoclipes
| Ano  | Título                         | Diretor(es)               | Duração | Ref.   |
| ---- | ------------------------------ | ------------------------- | ------- | ------ |
| 2021 | "On the Ground"                | Han Sa-min                | 3:09    | [ 52 ] |
| 2021 | "Gone"                         | Kwon Yong-soo             | 3:41    | [ 53 ] |
| 2024 | "Apt." (com Bruno Mars)        | Daniel Ramos e Bruno Mars | 2:53    | [ 54 ] |
| 2024 | "Number One Girl"              | Rosé                      | 3:38    | [ 55 ] |
| 2024 | "Toxic Till the End"           | Ramez Silyan              | 3:54    | [ 56 ] |
| 2025 | "Messy"                        | Colin Tilley              | 3:05    | [ 57 ] |
| 2025 | "On My Mind" (com Alex Warren) | Colin Tilley              | 3:41    | [ 58 ] |